# Otto IV van Wittelsbach
Otto IV van Wittelsbach (ca. 1090 - 4 augustus 1156) was een zoon van Ekkehardt I van Scheyern-Wittelsbach. Hij was graaf van Wittelsbach en Lengenfeld, en paltsgraaf van Beieren. Daarnaast was Otto voogd van Freising, de abdij van Sankt Ulrich en Afra in Augsburg, de Niedermünster in Regensburg, Kühbach en Mallerdsdorf. Hij erfde daarnaast het kasteel Habsberg bij Velburg. Otto stichtte de kloosters van Ensdorf in 1121 (als familieklooster) en het klooster van Indersdorf in 1124 (als boetedoening, in opdracht van paus Calixtus II). Omdat Otto het nieuwe kasteel Wittelsbach in gebruik nam, gaf hij het oude slot Scheyern ook in gebruik aan de benedictijnen voor een abdij in 1123, de latere abdij van Scheyern.
In 1150 voelde Otto zich beledigd door een tekst van bisschop Otto van Freising (een beroemd historicus) over zijn voorouders. Hij ging verhaal halen tijdens de hoogmis in de dom van Freising en misdroeg zich daarbij zodanig dat hij en zijn zonen werden geëxcommuniceerd. Als gevolg daarvan belegerde keizer Koenraad III van Hohenstaufen hem in 1151 in hun burcht Kelheim. Otto moest zich overgeven en zijn zonen als gijzelaar overdragen. In 1152 overleed Koenraad en zijn opvolger Frederik I van Hohenstaufen sloot vrede met Otto en herstelde hem in zijn rechten.
Otto en zijn vrouw zijn begraven in Ensdorf.

## Huwelijk en kinderen
Otto was gehuwd met Heilika van Pettendorf (ca. 1100 - Isenburg, 14 september 1170), erfdochter van Hopfenhohe, Pettendorf en Lengenfeld, en kreeg volgende kinderen:
- Otto I van Beieren
- Frederik (-1198), 1156 paltsgraaf, 1173 monnik te Indersdorf. Gehuwd met een dochter van graaf Manegold van Donauwörth, kreeg een zoon Frederik.
- Ulrich II (- 1160), kanunnik en aartsdeken te Freising, proost van Innichen
- Koenraad (- 1200), kardinaal, aartsbisschop van Mainz en van Salzburg,
- Otto IV (1120 - 1189), gehuwd met Benedicta van Moosburg (ca. 1150 - 6 april 1182), paltsgraaf van Beieren (1183) nadat zijn broer hertog van Beieren was geworden, voogd van Kühbach (1156). Volgde Frederik Barbarossa naar Italië en maakt met zijn broer Frederik een reis naar het Heilige Land.
- Hedwig (-1174), in 1152 gehuwd met Berthold III van Andechs,
- Adelheid, gehuwd met Otto III van Stefling,

## Genealogie
Bekende voorouders van Otto zijn:
- (1) Otto II van Scheyern (ca. 1060 - ca. 1110) en Richardis van Weimar-Orlamünde (ca. 1070 - 16 mei 1120)
  - (2) Otto I van Scheyern (ca. 1030 - 4 december 1072) en Haziga van Diessen (ca. 1040 - 17 oktober 1100), voor beiden het tweede huwelijk
    - (3) Hendrik II van Schweinfurt (ca. 995 - 1043) en een onbekende dochter van Kuno van Altdorf
      - (4) Hendrik van Schweinfurt en Gerberga van Gleiberg
      - (4) Kuno I van Altdorf (ca. 980 - na 1020)
        - (5) Rudolf II van Altdorf (927 - ca. 992) en Itha van Öhningen (ca. 940 - na 1000)
          - (6) Rudolf I van Altdorf (ca. 895 - ca. 950) en Siburgis
            - (7) Hendrik van Altdorf en Atha van Ellinrath, dochter van Arnulf van Karinthië

          - (6) Koenraad I van Zwaben en Richlind (ca. 950 - 2 september 1035), vermoedelijk dochter van Otto I de Grote en Adelheid (heilige)

    - (3) Frederik III van Diessen (ca. 1000 - Seeon, 30 juni 1075) en Irmgarde van Gilching (geb. 1003)
      - (4) Frederik II van Diessen (ca. 965 - Jeruzalem, voor 1020) en Hemma van Ohningen 
        - (6) Berthold van Reisenburg (ca. 930 - voor 1000) en een onbekende dochter van Frederik I van Lotharingen en Beatrix Capet
          - (7) Arnulf II van Beieren en Judith

        - (5) Koenraad I van Zwaben en Richlind (ca. 950 - 2 september 1035), vermoedelijk dochter van Otto I de Grote en Adelheid (heilige)

      - (4) Arnold van Gilching (ca. 975 - ca. 1030) en Irmgard
        - (5) Meginhard I aan de Mangfall (ca. 915 - 987) en een onbekende dochter van Arnulf II van Beieren en Judith, ouders van Arnold

  - (2) Ulrich I van Weimar en Sophia van Hongarije

Bekende voorouders van Heilika zijn:
- (1) Frederik III van Burg Lengenfeld (ca. 1070 - 3 april 1119) en Helika van Staufen (ca. 1087 - 24 september 1109)
  - (2) Ruotger van Veltheim en een onbekende dochter van:
    - (3) Frederik van Burg Lengenfeld en Sigena van Groß-Leinungen
      - (4) Hendrik II van Schweinfurt (ca. 995 - 1043) en een onbekende dochter van Kuno van Altdorf
        - (5) Hendrik van Schweinfurt en Gerberga van Gleiberg
        - (5) Kuno I van Altdorf (ca. 980 - na 1020)
          - (6) Rudolf II van Altdorf (927 - ca. 992) en Itha van Öhningen (ca. 940 - na 1000)
            - (7) Rudolf I van Altdorf (ca. 895 - ca. 950) en Siburgis
              - (8) Hendrik van Altdorf en Atha van Ellinrath, dochter van Arnulf van Karinthië

            - (7) Koenraad I van Zwaben en Richlind (ca. 950 - 2 september 1035), vermoedelijk dochter van Otto I de Grote en Adelheid (heilige)

      - (4) Goswin van Groß-Leinungen

  - (2) Frederik I van Zwaben en Agnes van Waiblingen